# Округ Сент Џозеф (Мичиген)
Округ Сент Џозеф (енгл. St. Joseph County) је округ у америчкој савезној држави Мичиген.

## Демографија
По попису из 2010. године број становника је 61.295, што је 1.127 (-1,8%) становника мање него 2000. године.
| Група             | 2000.          | 2010.          |
| Белци             | 56.994 (91,3%) | 53.930 (88,0%) |
| Афроамериканци    | 1.611 (2,6%)   | 1.600 (2,6%)   |
| Азијати           | 360 (0,6%)     | 418 (0,7%)     |
| Хиспаноамериканци | 2.488 (4,0%)   | 4.034 (6,6%)   |
| Укупно            | 62.422         | 61.295         |